# Sphinctus gastoni
Sphinctus gastoni är en stekelart som beskrevs av Ian D. Gauld 1997. Sphinctus gastoni ingår i släktet Sphinctus och familjen brokparasitsteklar. Inga underarter finns listade i Catalogue of Life.